# Stonožkomilka pestrá
Stonožkomilka pestrá (Aparallactus lunulatus) je druh hada, který se vyskytuje v savanách a kamenitém buši subsaharské Afriky. Může dosáhnout maximálně půlmetrové délky. Základní zbarvení je olivově šedé až hnědé, na břiše světlejší; černé konce šupin vytvářejí na těle mřížkovanou kresbu, okolo krku má stonožkomilka silný černý pruh. Je vejcorodá, samice klade dvě až čtyři vejce. Živí se stonožkami, štíry a dalšími bezobratlými živočichy. Je jedovatá, její zuby však obvykle neprokousnou lidskou kůži a jed ani není natolik silný, aby představoval pro člověka nebezpečí.

## Poddruhy
- Aparallactus lunulatus lunulatus
- Aparallactus lunulatus nigrocollaris
- Aparallactus lunulatus scortecci[4]